# Ciklon (raketa)
Ciklon (Циклон) byl sovětský raketový nosič určený k vynášení satelitů na nízké oběžné dráhy. Byl založen na mezikontinentální balistické raketě R-36 a navrhl jej Michail Jangel. Bylo uskutečněno osm startů, sedm úspěšných a jeden neúspěšný. Všechny starty byly provedeny z rampy LC-90 na Kosmodromu Bajkonur. 
První let se uskutečnil 27. října 1967. Konstrukce pohonu byla tajná a tak nebyly vytvořeny žádné obrázky nebo filmové klipy. Kompletní startovací sestava byla veřejnosti představena až po rozpadu Sovětského svazu, protože se používala výhradně pro vojenské náklady a také proto, že byla odvozena z aktivně sloužících raketových systémů. Po roce 1991 skončil závod na výrobu R-36/Ciklon na území nově nezávislé Ukrajiny.
Ciklon byl navržen konstrukční kanceláří Pivdenne a vyroben v Pivdenmaši (obé v Dněpropetrovsku, Ukrajina). Řídicí systém byl navržen v NPO "Elektropribor" (Charkov, Ukrajina). Poslední let odvozené rakety Ciklon-3 proběhl v lednu 2009, nicméně další derivát Ciklon-4 je nyní ve vývoji.

## Odvozené rakety

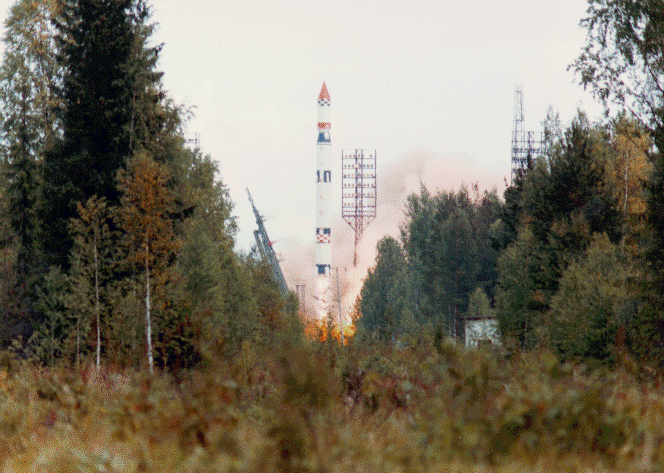
Raketa Ciklon-3 startuje s Meteorem-3, družicí pro sledování počasí (Pleseck, 15. srpna 1991)

Z Ciklonu byly odvozeny dvě rakety: Ciklon-2 a Ciklon-3 (SL-11 a SL-14).

### Ciklon-2
Dvoustupňová raketa Ciklon-2 poprvé startovala 6. srpna 1977 z Kosmodromu Bajkonur v Kazachstánu. Ciklon-2 byl 39,7 m dlouhý, startovací sestava vážila 182 tun. Poslední let proběhl v roce 2006.

### Ciklon-3
Ciklon-3 byl třístupňový nosič se znovupoužitelným třetím stupněm. První start proběhl dne 24. června 1977 z Kosmodromu Pleseck. Ciklon-3 je 39,27 m dlouhý, naplněný palivem váží 186 až 190 tun. 
Dne 27. prosince 2000 selhala raketa Ciklon-3 při pokusu vynést šest ruských satelitů na oběžnou dráhu. Pravděpodobnou příčinou byla závada na elektroinstalaci ve třetím stupni.
Ciklon-3 byl vyřazen po vypuštění satelitu Koronas-Foton 30. ledna 2009.

### Ciklon-4
Ciklon-4 je nyní ve vývoji.